# Kattloch

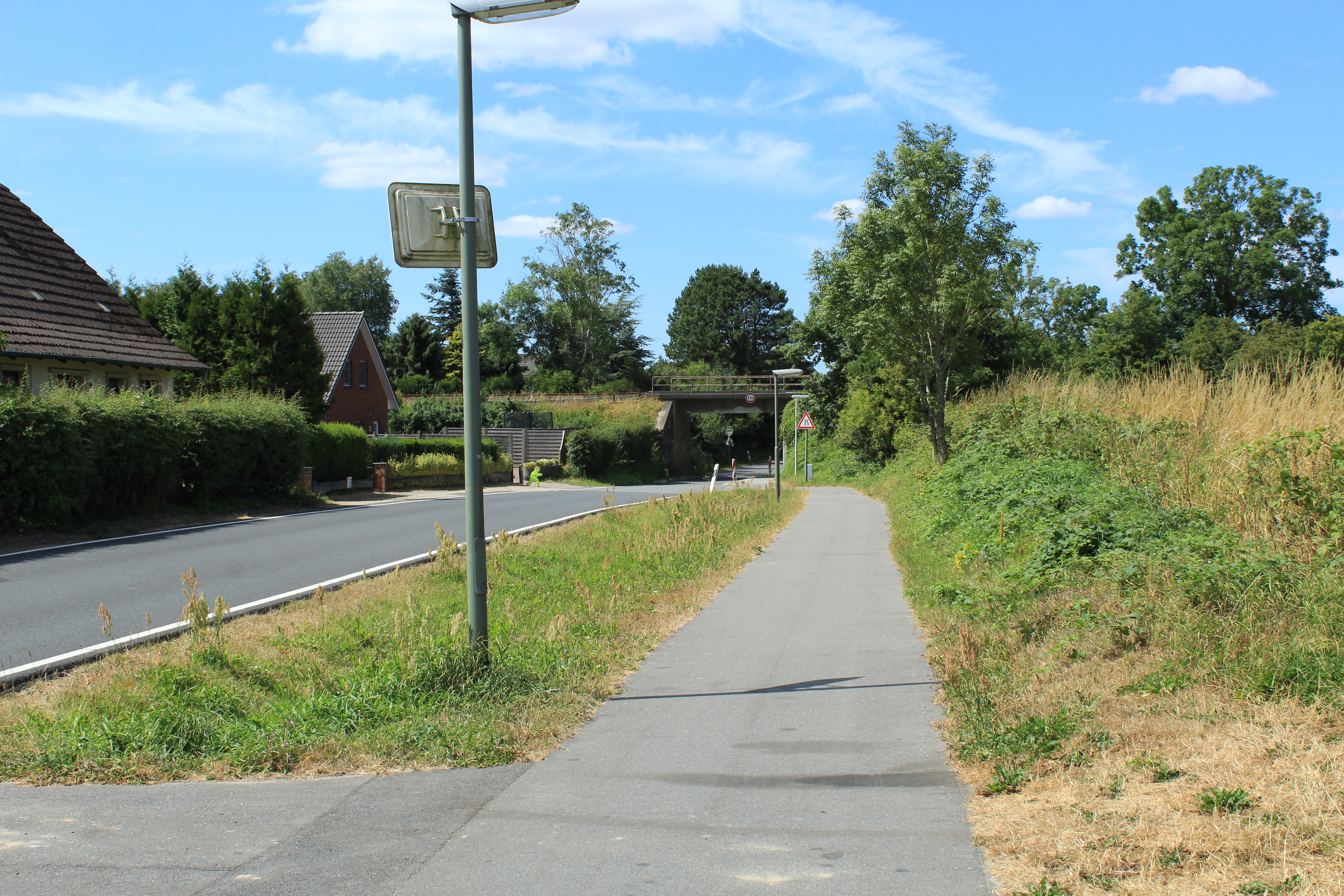
Kattloch (2018)

Kattloch  (dänisch Katgab) ist der Name eines Ortes in der Stadt Flensburg, der südlich von Sünderup liegt, lange Zeit zur Gemeinde Sünderup gehörte und heute mit diesem zusammen zum Stadtteil Tarup gehört.

## Geschichte
Der Ursprung des Namens Kattloch ist unklar (vgl. Katsund und Windloch). Kattloch war im 19. Jahrhundert zunächst der Name einer Einzelkate beim Sünderupfeld, die an der Landstraße lag, die von Adelby zum südlich gelegenen Tastrup führte. Bis zum Anfang des 20. Jahrhunderts wuchs Kattloch auf vier Häuser an. In den 1950er Jahren entstanden bei Kattloch weitere Einfamilienhäuser. Der erwähnte Adelby-Tastruper Weg trägt seit 1975 den Namen Ringstraße. Die Siedlung Kattloch bestand 2013 offenbar aus sechs Wohnhäusern mit einigen Nebengebäuden.
Die angrenzende Bahnunterführung der Ringstraße unter der Bahnstrecke Kiel–Flensburg wird zumindest heutzutage offenbar ebenfalls Kattloch genannt. Anfang der ersten 2000er Jahre entstand nahe Kattloch die neue Siedlung Hochfeld. Auf dem unbebauten Sünderupfeld, westlich, am Rande von Kattloch, befindet sich heute eine Jugendaktivitätsfläche, auf der Jugendliche bis 21 Jahre Fußball spielen können. 2015 wurde im Flensburger Rathaus beschlossen, dass ein weiteres Stück westlich von Kattloch ein Gewerbegebiet entstehen soll. In diesem Bereich befindet sich seit 2013 auch schon eine Kindertagesstätte.

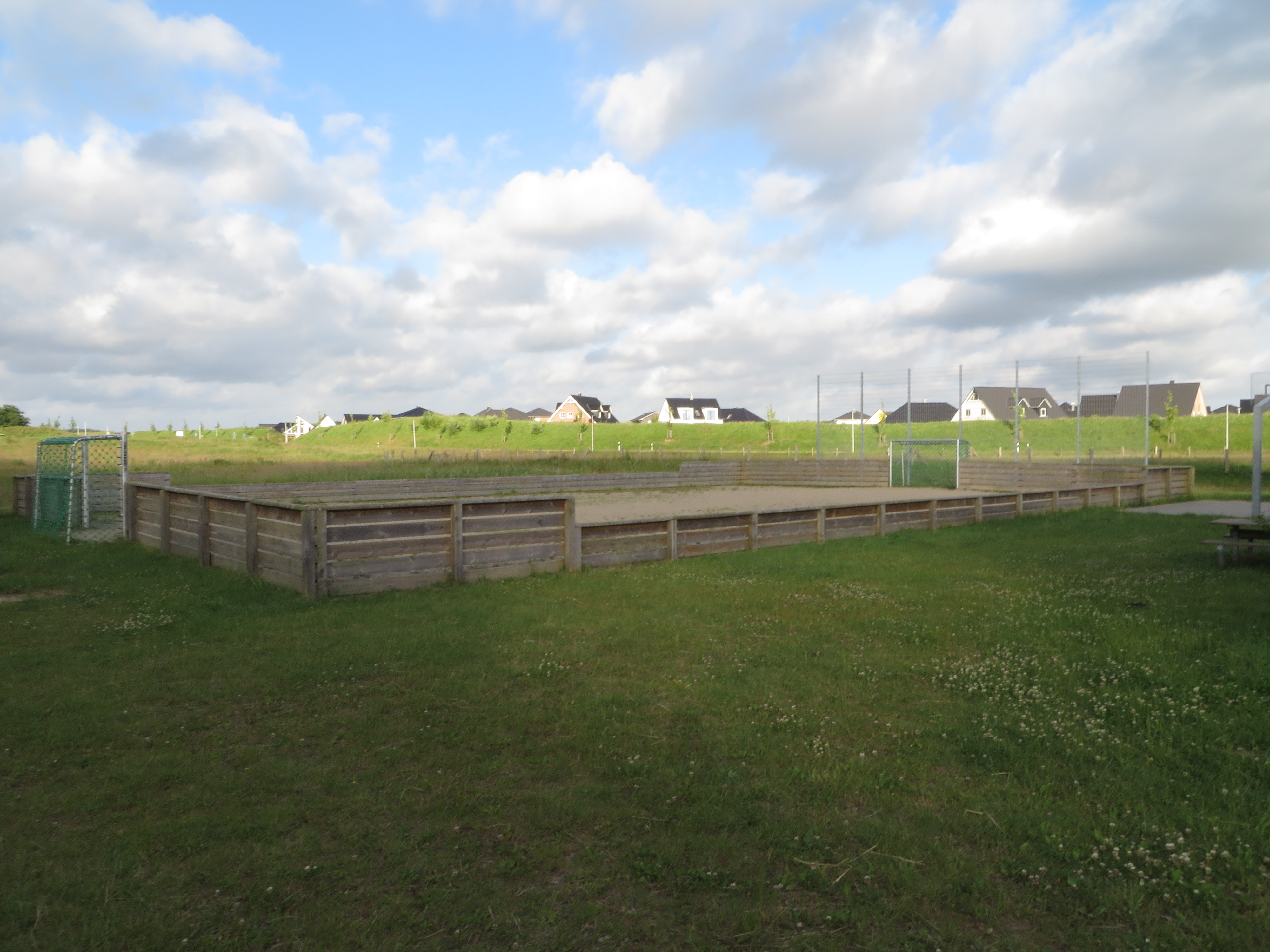
Jugendaktivitätsfläche beim Pielweg beim Sünderupfeld am Rande von Kattloch. Im Hintergrund, hinter der Straße und dem Wall, sind die Häuser von Hochfeld zu sehen. (Foto 2014)
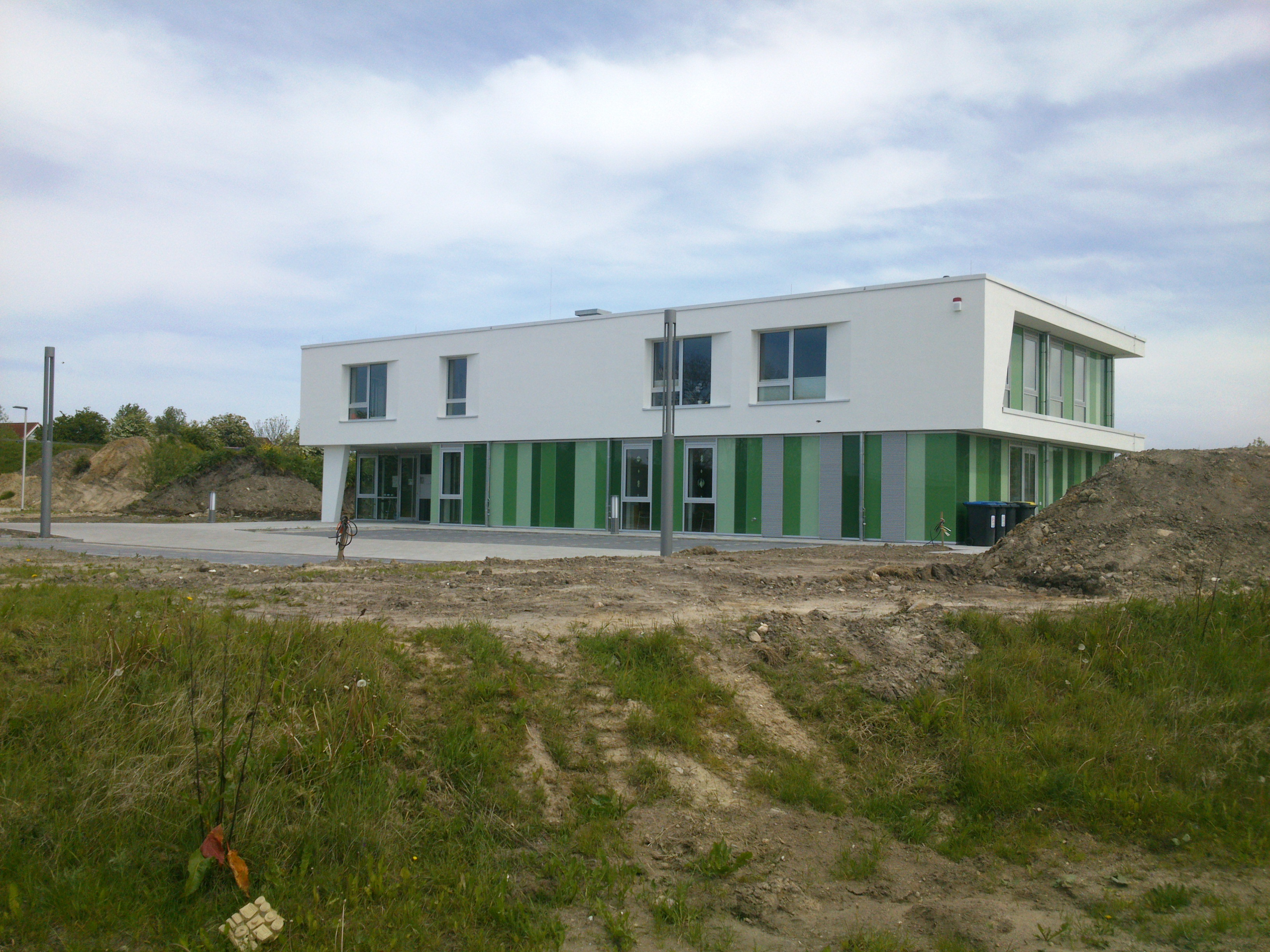
Kitagebäude (Foto 2014)
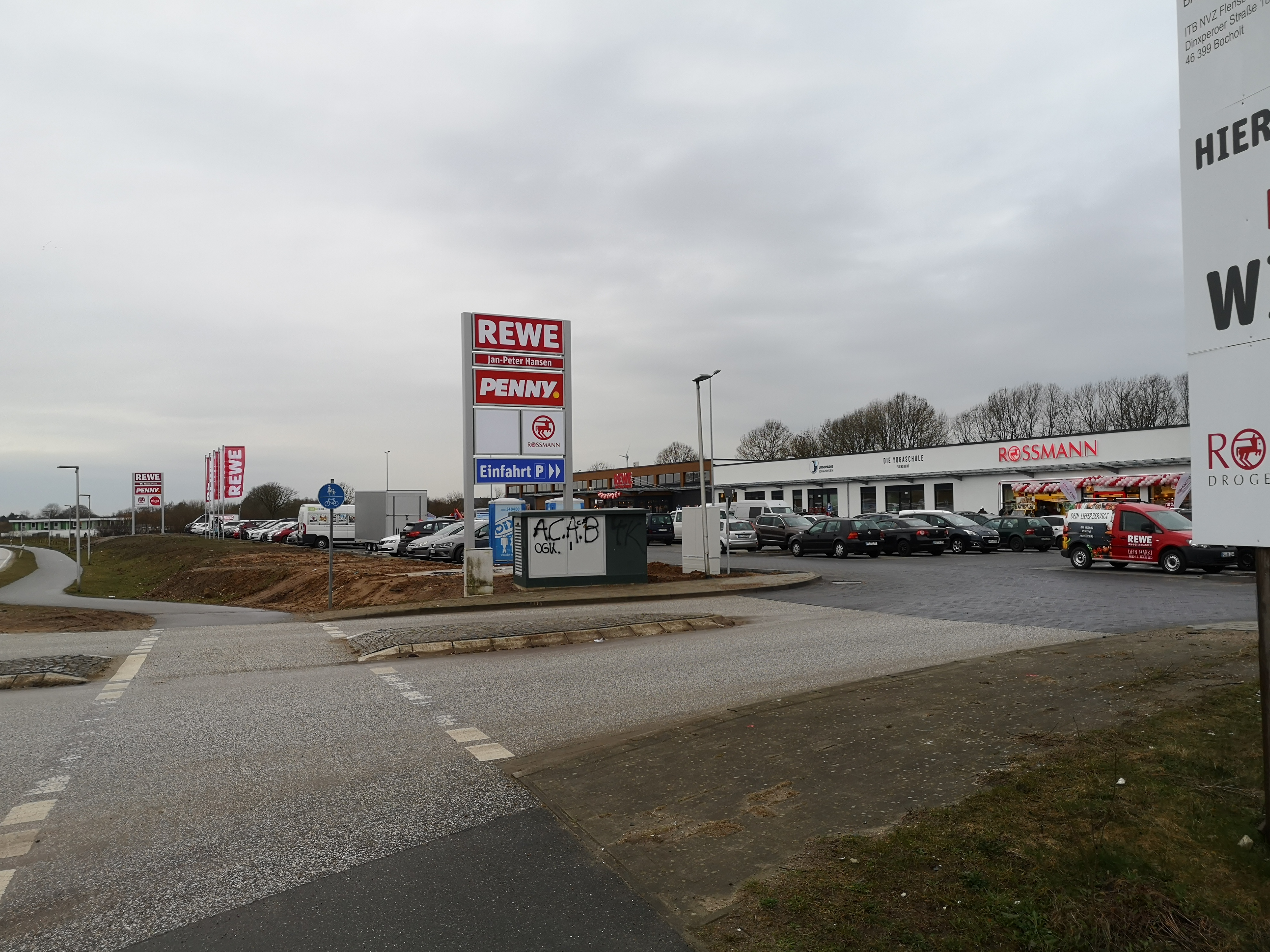
Das neue Einkaufszentrum seit März 2019